# 24/365 with Blackpink
24/365 with Blackpink es un docu-reality surcoreano que presenta al grupo musical femenino Blackpink. El programa muestra a Jisoo, Jennie, Rosé y Lisa, miembros del grupo, en diversas actividades de esparcimiento y de trabajo en el marco de su regreso musical en junio de 2020. Un vídeo especial en forma de prólogo fue emitido por YouTube el 13 de junio de 2020 y el primer episodio se emitió oficialmente el 4 de julio de 2020 por la misma plataforma.

## Antecedentes
El programa fue anunciado oficialmente por YG Entertainment el 19 de mayo de 2020 a través de una historia publicada en la cuenta oficial de Instagram de Blackpink, pidiendo a los fanáticos que votaran por su título favorito de entre cuatro opciones, escogidos por las propias miembros del grupo.
El 13 de junio de 2020, YG Entertainment publicó sin previo aviso un vídeo denominado Prologue, como apertura para el reality show. En el episodio especial, las miembros anunciaron oficialmente la realización del programa y se reveló la elección del título final del reality. Los nombres creados por ellas fueron "24/365 with Blackpink" (Lisa), "Behind The Pinks" (Rosé), "BLACKPINK Log" (Jisoo) y "BLACKPINK is?" (Jennie), resultando ganador finalmente el nombre propuesto por Lisa, inspirada en una línea de la canción «Whistle».
El 30 de junio, a través de las redes sociales se publicó un póster promocional y se confirmó el 4 de julio como la fecha del estreno del primer episodio. El programa se transmite oficialmente todos los sábados a las 09:00 h (KST), a través de la cuenta oficial del grupo en YouTube.

## Sinopsis
El programa acompaña a las cuatro miembros del grupo Blackpink en actividades de la vida diaria, antes y durante su período de regreso musical en junio de 2020 con el sencillo «How You Like That», además de ofrecer imágenes inéditas de la producción del trabajo, y también distintos momentos de recreación, preparados por la producción del programa, para el relajo de sus miembros.

## Elenco
- Kim Ji-soo, más conocida como Jisoo.
- Kim Jennie, más conocida como Jennie.
- Rosseane Park, más conocida como Rosé.
- Lalisa Manoban, más conocida como Lisa.

## Temporadas
| Temporada | Temporada | Episodios | Episodios | Emisión original   | Emisión original      |
| Temporada | Temporada | Episodios | Episodios | Primera emisión    | Última emisión        |
| --------- | --------- | --------- | --------- | ------------------ | --------------------- |
|           | 1         | 17        | 17        | 4 de julio de 2020 | 24 de octubre de 2020 |

## Episodios
| N.º en serie | N.º en temp. | Título               | Duración | Dirigido por   | Escrito por                 | Fecha de emisión original |
| --- | ------------ | -------------------- | -------- | -------------- | --------------------------- | ------------------------- |
| 0 | 0            | «Prologue»           | 14 min.  | Park Jae-young | Kwon Gyeon-yeon, Ahn Ji-hye | 13 de junio de 2020       |
| En un formato de falso programa de televisión, las miembros hablaron sobre su próximo regreso musical en 2020, dieron algunos spoilers de su próxima canción y escogieron el título definitivo del programa, luego de proponer títulos y revisar los resultados de la votación popular realizada una semana antes. |              |                      |          |                |                             |                           |
| 1 | 1            | «Ep. 1»              | 19 min.  | Park Jae-young | Kwon Gyeon-yeon, Ahn Ji-hye | 4 de julio de 2020        |
| Lisa compartió escenas de su trabajo como mentora en el programa de talentos chino Youth With You y se mostraron escenas de una práctica de baile; Jennie asistió al evento de inauguración de Jentle Home de la marca Gentle Monster, de la cual es rostro, y fue de compras; mientras que Rosé y Jisoo fueron a hacer trabajos manuales en cerámica. |              |                      |          |                |                             |                           |
| 2 | 2            | «Ep. 2»              | 17 min.  | Park Jae-young | Kwon Gyeon-yeon, Ahn Ji-hye | 11 de julio de 2020       |
| Se mostraron imágenes exclusivas del detrás de cámara de la producción de «How You Like That», su nuevo sencillo; además de la preparación de las miembros para la conferencia de prensa oficial del lanzamiento de la canción, e imágenes inéditas del grupo en la transmisión de la premier del sencillo, donde reaccionaron por primera vez a su vídeo musical. |              |                      |          |                |                             |                           |
| 3 | 3            | «Ep. 3»              | 17 min.  | Park Jae-young | Kwon Gyeon-yeon, Ahn Ji-hye | 18 de julio de 2020       |
| Cumpliendo roles de trabajo empresarial (Jisoo como nueva empleada, Rosé como Gerente, Lisa como Gerente Senior y Jennie como Directora) en una jornada de descanso en una estancia privada, las miembros hicieron todo lo posible por impresionar a la Directora Jennie para que puedan ser promovidas, mientras realizaron actividades recreativas como karaoke o competencias de dibujo. |              |                      |          |                |                             |                           |
| 4 | 4            | «Ep. 4»              | 15 min.  | Park Jae-young | Kwon Gyeon-yeon, Ahn Ji-hye | 25 de julio de 2020       |
| Continuando en la estancia del capítulo anterior, las miembros deben realizar un juego de adivinación y telepatía para escoger la comida que podrán preparar durante la jornada: una por una, deben elegir un alimento de una serie de alternativas, sin poder comunicarle a las otras miembros siguientes su decisión, pudiendo éstas elegir lo mismo. Finalmente preparan los alimentos escogidos. |              |                      |          |                |                             |                           |
| 5 | 5            | «Ep. 5»              | 16 min.  | Park Jae-young | Kwon Gyeon-yeon, Ahn Ji-hye | 1 de agosto de 2020       |
| Compartieron la comida preparada en el capítulo anterior, mientras que las miembros hablaron sobre sus días de aprendices y sobre las dificultades por las que tuvieron que pasar; Rosé tocó la guitarra y todas juntas cantaron «Price Tag» de Jessie J, «Lonely» de 2NE1 y «You & I» de Park Bom, recordando su período de entrenamiento como artistas. |              |                      |          |                |                             |                           |
| 6 | 6            | «Ep. 6»              | 22 min.  | Park Jae-young | Kwon Gyeon-yeon, Ahn Ji-hye | 8 de agosto de 2020       |
| En las instalaciones de YG Entertainment, las miembros celebraron su cuarto aniversario como grupo, preparando un baile especial de la coreografía de «How You Like That» disfrazadas de los personajes de la película Frozen. Tras un sorteo, Rosé tuvo que disfrazarse de la Princesa Anna, Jisoo de Elsa, Lisa como Olaf y Jennie como Kristoff. Luego, fue invitado el reconocido mago surcoreano Choi Hyun Woo, quien realizó una serie de trucos de magia a las miembros.                                    |              |                      |          |                |                             |                           |
| 7 | 7            | «Ep. 7»              | 21 min.  | Park Jae-young | Kwon Gyeon-yeon, Ahn Ji-hye | 15 de agosto de 2020      |
| Las miembros asistieron a un club de karting, en donde realizaron competencias de vuelta rápida a lo largo del circuito. Finalmente resultó ganadora Jennie, seguida de Jisoo, luego Rosé y finalmente Lisa. Para comentar las competencias fueron invitados los conocidos comentaristas deportivos surcoreanos Kim Dae-gyeom y Jung Jun-son. |              |                      |          |                |                             |                           |
| 8 | 8            | «Ep. 8»              | 18 min.  | Park Jae-young | Kwon Gyeon-yeon, Ahn Ji-hye | 22 de agosto de 2020      |
| Continuando en el circuito de karting, las miembros realizaron dos competencias más. La primera fue una carrera de velocidad de una vuelta, donde resultó ganadora Jennie, seguida de Jisoo, luego Lisa y finalmente Rosé. En la siguiente prueba, se le incorporaron letreros con pistas que debían memorizar para, finalmente, dar respuesta a una pregunta secreta. Tras varias vueltas por no acertar con la respuesta correcta, finalmente la ganadora fue Jisoo, seguida por Jennie, Rosé y finalmente Lisa. |              |                      |          |                |                             |                           |
| 9 | 9            | «Ep. 9»              | 16 min.  | Park Jae-young | Kwon Gyeon-yeon, Ahn Ji-hye | 29 de agosto de 2020      |
| Las miembros de Blackpink se trasladaron a una tienda de comida para animales, en donde ellas mismas confeccionaron alimentos caseros para sus propias mascotas. Jisoo y Lisa hicieron muffins de calabaza y salmón, mientras que Jennie y Rosé prepararon kimbap de pollo, pimentón, zanahoria y espinaca. |              |                      |          |                |                             |                           |
| 10 | 10           | «Ep. 10»             | 16 min.  | Park Jae-young | Kwon Gyeon-yeon, Ahn Ji-hye | 5 de septiembre de 2020   |
| Episodio especial del detrás de cámaras de la filmación del vídeo musical de «Ice Cream», el nuevo sencillo del grupo, interpretado junto a Selena Gomez. Se ve a las miembros disfrutar en el colorido set de grabación y, en especial, los momentos junto a las dos mascotas que participaron del vídeo, un carpincho y un perro que trabajó junto a Rosé. |              |                      |          |                |                             |                           |
| 11 | 11           | «Ep. 11»             | 19 min.  | Park Jae-young | Kwon Gyeon-yeon, Ahn Ji-hye | 12 de septiembre de 2020  |
| Las miembros participan del Juego del Equilibrio, respondiendo preguntas donde deben escoger entre dos alternativas extremas. Sus respuestas son comparadas con las entregadas por sus fans, las que fueron recepcionadas vía internet previamente. |              |                      |          |                |                             |                           |
| 12 | 12           | «Ep. 12»             | 23 min.  | Park Jae-young | Kwon Gyeon-yeon, Ahn Ji-hye | 19 de septiembre de 2020  |
| En una sala de clases, las miembros de Blackpink jugaron a recrear su primer día de clases. Con la participación del comediante surcoreano Jae-sung Hwang como profesor, ellas debieron escoger a la presidenta del curso, siendo elegida Lisa, y debieron cumplir una prueba de comer sin que el profesor las descubra, resultando ganadora Jennie. |              |                      |          |                |                             |                           |
| 13 | 13           | «Ep. 13»             | 18 min.  | Park Jae-young | Kwon Gyeon-yeon, Ahn Ji-hye | 26 de septiembre de 2020  |
| En este segundo día, las miembros tuvieron una clase especial de actividades, donde la ganadora final se convertirá en subdirectora del colegio. El primer juego consistió en bailar una canción y detenerse lo más cercano a los 15 segundos. La ganadora fue Lisa. En el segundo juego debieron pasar en relevos, pelotas de ping pong sobre cucharas sostenidas por sus bocas, una a una, donde consiguieron el objetivo de 3 pelotas en menos de 90 segundos.                                                  |              |                      |          |                |                             |                           |
| 14 | 14           | «Ep. 14»             | 11 min.  | Park Jae-young | Kwon Gyeon-yeon, Ahn Ji-hye | 10 de octubre de 2020     |
| Se revelaron imágenes inéditas de la filmación del vídeo musical de su más reciente sencillo titulado «Lovesick Girls». Se les ve divirtiéndose en el decorado de una tienda de conveniencia, a Lisa intentando destrozar un auto con un bate de béisbol, a Rosé intentando llorar para una escena, a Jennie conduciendo un vehículo con las miembros a bordo y a Jisoo filmando bajo una falsa lluvia a las 7 de la mañana.                                                                                       |              |                      |          |                |                             |                           |
| 15 | 15           | «Ep. 15»             | 8 min.   | Park Jae-young | Kwon Gyeon-yeon, Ahn Ji-hye | 17 de octubre de 2020     |
| Se revelaron imágenes detrás de escenas de la grabación de la transmisión especial, realizada a través de YouTube y V Live, para el lanzamiento de su primer álbum de estudio titulado The Album, además de escenas inéditas de la conferencia de prensa realizada por las miembros una hora después del lanzamiento. |              |                      |          |                |                             |                           |
| 16 | 16           | «EP. 16»             | 17 min.  | Park Jae-young | Kwon Gyeon-yeon, Ahn Ji-hye | 24 de octubre de 2020     |
| En formato de videoblog, las miembros de Blackpink muestran parte de sus vidas y hablan sobre el, en ese entonces, próximo lanzamiento de su primer álbum de estudio. Se ve a Lisa compartiendo con sus gatos y preparando ginseng, a Jennie enseñando la colección de regalos de sus fans que guarda, a Rosé preparándose en el salón de belleza para el vídeo musical de «Lovesick Girls», y a Jisoo comentando sus preocupaciones personales sobre el lanzamiento mientras desayuna.                            |              |                      |          |                |                             |                           |
| 17 | 17           | «EP. 17: Baby Panda» | —        | Park Jae-young | Kwon Gyeon-yeon, Ahn Ji-hye | Cancelado                 |
| El episodio, programado para ser emitido el 7 de noviembre, fue cancelado tras la solicitud de la Asociación de Conservación de la Vida Silvestre de China, por considerar que no se habrían respetado las medidas de seguridad en la manipulación de osos pandas, tras lo emitido en un avance del capítulo. |              |                      |          |                |                             |                           |

## Controversia
El 4 de noviembre, la cuenta oficial de Blackpink en YouTube publicó un adelanto de lo que sería el último episodio del programa. En él, se mostraba a las integrantes del grupo de visita en el Zoológico de Everland, en la ciudad surcoreana de Yongin, compartiendo con pequeños osos pandas. Ante esto, muchos internautas criticaron este hecho, considerando que estos animales son considerados sagrados en China y que no se habrían respetado las medidas de seguridad en la manipulación de los osos. Además, la Asociación de Conservación de la Vida Silvestre de China realizó una solicitud formal al zoológico exigiendo que los pandas sólo tengan contanto con personal autorizado y pidieron no emitir imágenes donde no se respetaran los protocolos. Ante esto, YG Entertainment emitió un comunicado donde informaron que decidieron cancelar la emisión del último episodio, que estaba programado para emitirse el 7 de noviembre, agregando además que las miembros del grupo fueron acompañadas por veterinarios y trabajadores del parque temático y que se respetaron todas las reglas del lugar, como usar guantes, cubrebocas y ropa especial. El episodio finalmente nunca salió al aire.